# Thunberga
Thunberga es un género de arañas cazadoras de las familia Sparassidae. El género fue descrito por primera vez por el aracnólogo alemán Peter Jaeger en 2020 y las especies del género se distribuyen en Madagascar y el archipiélago de Mayotte.
El nombre del género fue puesto en honor a la activista ambiental sueca Greta Thunberg. Asimismo, Jaeger expuso que con este nombre busca también llamar la atención sobre la pérdida de biodiversidad en Madagascar.

## Especies
Según ITIS, al 2022 existen 29 especies reconocidas dentro del género:
- Thunberga aliena Jäger, 2021
- Thunberga befotaka Jäger, 2021
- Thunberga boyanslat Jäger, 2021
- Thunberga cala Jäger, 2021
- Thunberga conductor Jäger, 2021
- Thunberga daraina Jäger, 2021
- Thunberga elongata Jäger, 2021
- Thunberga gosura Jäger, 2021
- Thunberga greta Jäger, 2020
- Thunberga jaervii Jäger, 2021
- Thunberga jyoti Jäger, 2021
- Thunberga mafira Jäger, 2021
- Thunberga malagassa (Strand, 1907), basónimo Olios malagassa
- Thunberga malala Jäger, 2021
- Thunberga mama Jäger, 2021
- Thunberga matoma Jäger, 2021
- Thunberga milloti Jäger, 2021
- Thunberga nossibeensis (Strand, 1907), basónimo Olios nossibeensis
- Thunberga panusilem Jäger, 2021
- Thunberga paulyi Jäger, 2021
- Thunberga platnicki Jäger, 2021
- Thunberga rothorum Jäger, 2021
- Thunberga rugosa Jäger, 2021
- Thunberga samsagala Jäger, 2021
- Thunberga septifera (Strand, 1908), basónimo Olios malagassus septifer
- Thunberga soruag Jäger, 2021
- Thunberga v-insignita Jäger, 2021
- Thunberga wasserthali Jäger, 2021
- Thunberga woodae Jäger, 2021